# Thái Hồ
Thái Hồ (tiếng Trung: 太湖; bính âm: Tài Hú; nghĩa là "Hồ Lớn") là một hồ ở đồng bằng châu thổ Dương Tử, nằm giữa ranh giới 2 tỉnh Giang Tô (ở phía bắc) và Chiết Giang (ở phía nam) của Trung Quốc. Hồ rộng 2.250 km² và sâu bình quân 1,94 m, là một trong bốn hồ nước ngọt có diện tích bề mặt lớn nhất ở Trung Quốc, cùng các hồ như: Bà Dương, Động Đình và Hô Luân.
Thái Hồ được nối với Đại Vận Hà nổi tiếng. Một số sông nhỏ, như sông Tô Châu, bắt nguồn từ đây.
Khu vực xung quanh là nơi sản xuất ngũ cốc nổi tiếng của Trung Quốc. Hồ này nổi tiếng với các loài cá và các tảng đá vôi hoành tráng không nơi nào có được. Các loại cung thạch độc đáo được dùng làm vật liệu trang trí cho các khu vườn Trung Hoa truyền thống, đặc biệt trong khu vực như Tô Châu.
Trong hồ có khoảng 90 đảo, từ một số "đảo" nhỏ chỉ cỡ vài bước chân tới những hòn đảo lại khá lớn, diện tích khoảng vài km², nằm rải rác trong hồ. Hồ cũng là nơi tham quan và ngắm cảnh lý tưởng bằng những tàu đánh cá.
Nơi tốt nhất để ngắm hồ là từ công viên Tích Huệ (錫惠公園) ở phía tây Vô Tích. Từ tháp Long Quang có thể thấy toàn cảnh Vô Tích và Thái Hồ.
Thái Hồ Thủy (太湖水) là tên một loại bia địa phương sử dụng nước lấy từ hồ để nấu.

## Hình thành
Các nghiên cứu khoa học cho rằng cấu trúc thuôn tròn của Thái Hồ là kết quả của va chạm thiên thạch dựa trên phát hiện về các nón tan vỡ, thạch anh biến chất do va chạm, microtektit và các nếp đứt gãy không tải biến chất do va chạm. Dữ liệu khoa học gần đây xác định niên đại của hố va chạm (có thể) này là trên 70.000 năm và có thể từ Hậu Devon. Các hóa thạch chỉ ra rằng Thái Hồ từng là vùng đất khô cạn cho tới khi có sự biển tiến của Đông Hải trong thế Holocen. Các vùng châu thổ đang mở rộng của các sông Dương Tử và Tiền Đường cuối cùng đã tách Thái Hồ ra khỏi biển và các nguồn nước ngọt từ các con sông và mưa đã biến nó thành hồ nước ngọt.

## Thư viện ảnh

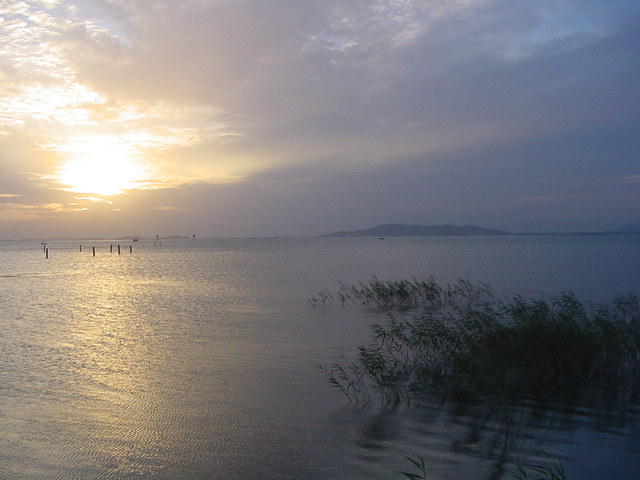
Buổi chiều tà trên Thái Hồ. Ảnh chụp từ Tô Châu
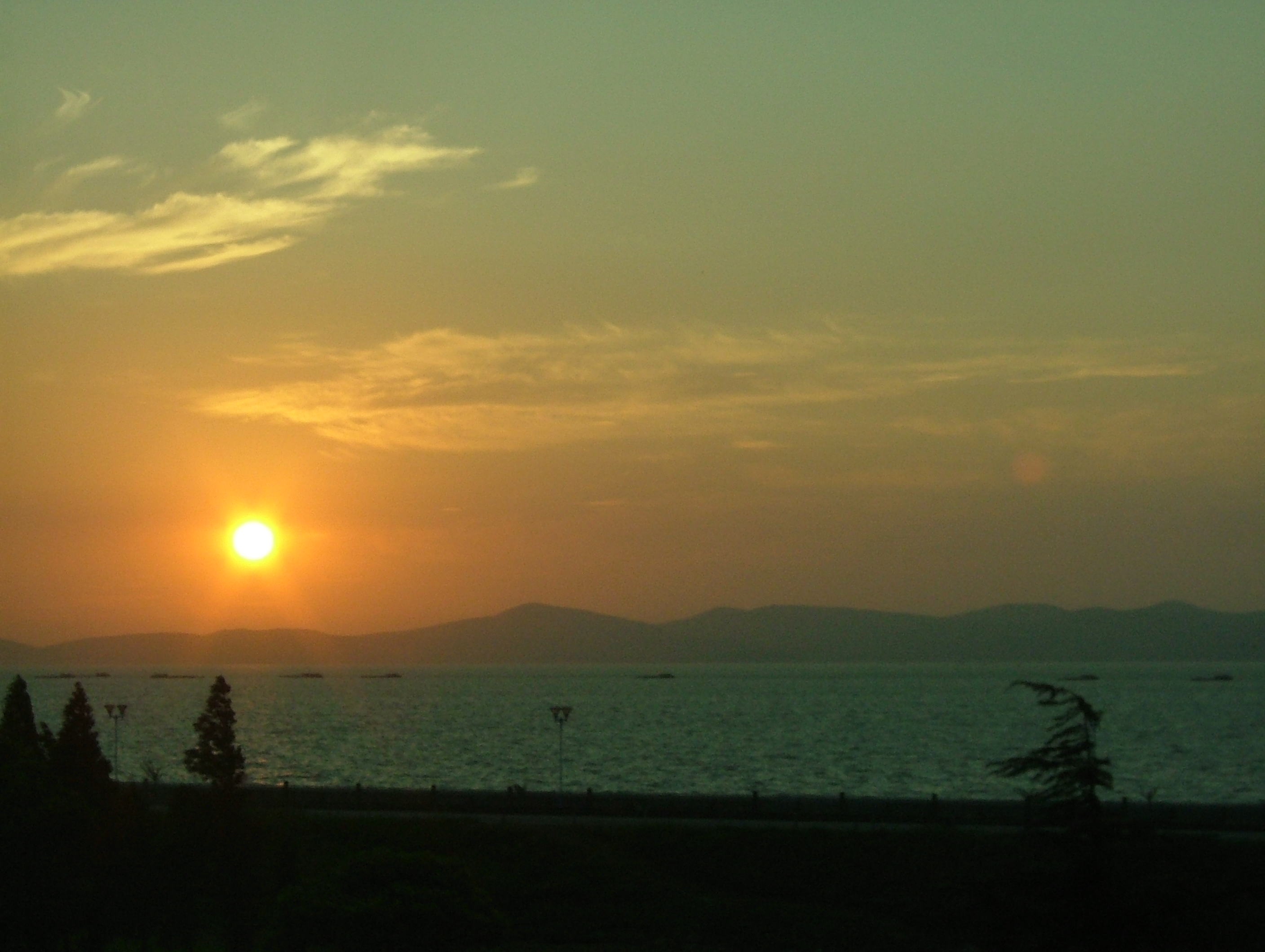
Bình minh trên Thái Hồ. Ảnh chụp từ Vô Tích